# پیرانا سه‌بعدی‌دی
پیرانا سه‌بعدی‌دی (به انگلیسی: Piranha 3DD) یک فیلم ترسناک-کمدی محصول سال ۲۰۱۲ به کارگردانی جان گولاگرا، ادامه پیرانا سه‌بعدی می‌باشد.